# Exeter (Kalifornia)
Exeter – miasto w Stanach Zjednoczonych, w stanie Kalifornia w hrabstwie Tulare. Według spisu powszechnego z 2010 roku, liczba mieszkańców wynosiła 10 334 osób.

## Geografia
Według United States Census Bureau, miasto ma łączną powierzchnię 2,463 mil kwadratowych (6,379 km²), które stanowią w całości grunty.

## Historia
Nazwa wywodzi się od nazwy miasta Exeter w hrabstwie Devon w Anglii.

## Demografia
Według spisu powszechnego z 2010 roku, w Exeter żyło 10 334 osób, w 3378 gospodarstwach domowych, stanowiących 2603 rodzin. Gęstość zaludnienia wynosiła 4195,6 osób na milę kwadratową (1619,9 os./km²). W miejscowości tej było 3600 budynków mieszkalnych, co daje średnią gęstość zabudowy 1461,6 na milę kwadratową (564,3 bud./km²). Etnicznie populacja miasta stanowiła 69,2% ludności białej, 0,6% Afroamerykanów, 1,7% rdzennych Amerykanów, 1,3% Azjatów, 23,5% innych ras i 3,7% deklarujących przynależność do dwóch lub więcej ras.
Rozkład struktury demograficznej:
- 31,8% osoby do 18 roku życia
- 9,9% osoby między 18 a 24 rokiem życia
- 25,0% osoby między 25 a 44 rokiem życia
- 21,8% osoby między 45 a 64 rokiem życia
- 11,5% osoby w wieku 65 lat i starsze

Średnia wieku wynosi 31,2 lat.
Na każde 100 kobiet, przypadało 94,5 mężczyzn, natomiast w populacji powyżej 18 roku życia, wskaźnik ten wynosił 90,4.

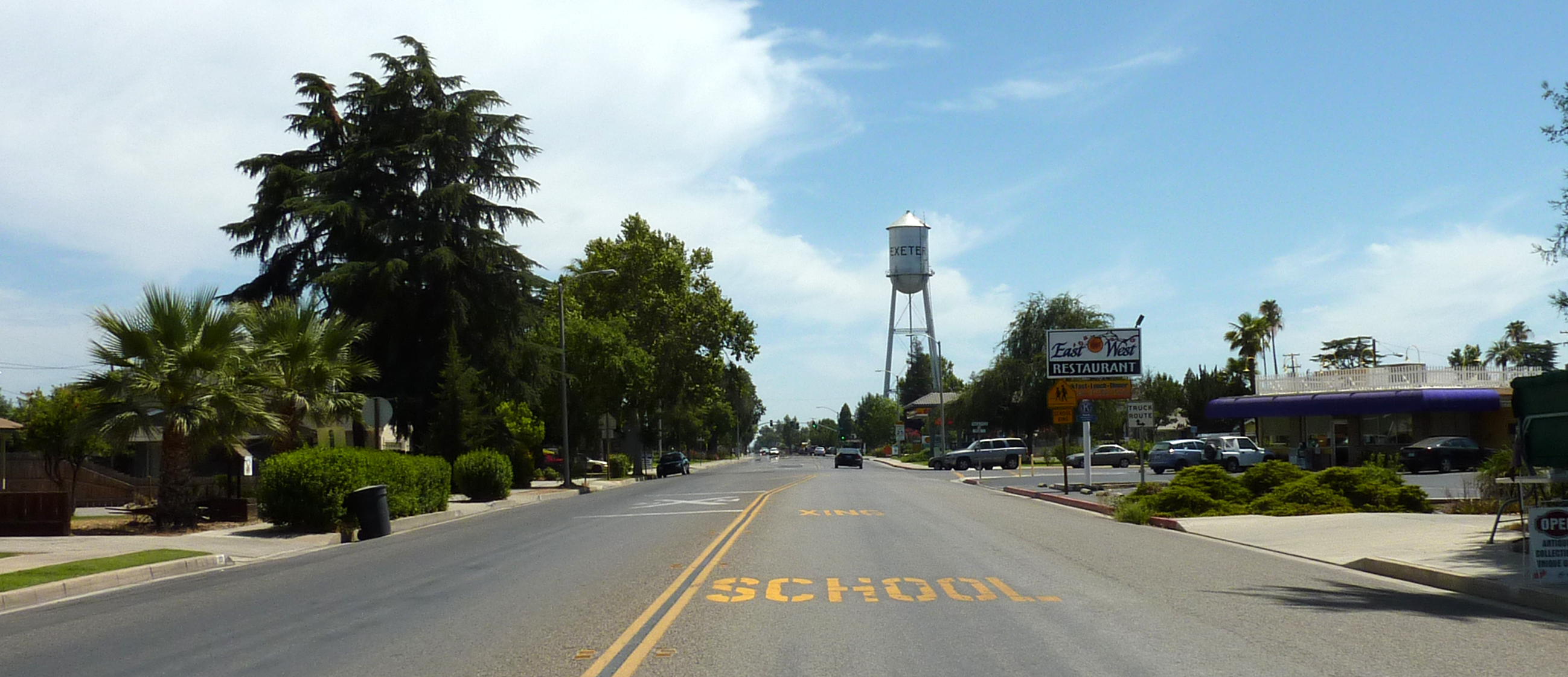
Kalifornijska droga stanowa 66 biegnąca przez Exeter